# Omaar Carpels
Omaar Prosper Michiel Carpels (Brugge, 27 juli 1920 - Snellegem, 18 februari 1984) was een Belgisch volksvertegenwoordiger, senator en vakbondssecretaris.

## Levensloop
Omaar Carpels was een oud-strijder van de Tweede Wereldoorlog, krijgsgevangene en werkweigeraar.
Hij bouwde zijn loopbaan  op in de socialistische vakbond. Hij werd secretaris van de centrale van de ABVV in Brugge en zetelde in het nationaal comité van de vakbond. Hij werd lid van het nationaal paritair comité voor de glasnijverheid. Vanaf 1954 was hij in Brugge tevens voorzitter van de socialistische harmonie Werkerswelzijn. Van 1957 tot 1964 en van 1971 tot 1982 was hij voor de BSP en daarna de SP gemeenteraadslid van Brugge. Daarnaast was hij bestuurder van de Brugse intercommunale voor huisvuilverwerking.
Van 1962 tot 1983 was Carpels parlementslid. Van 1962 tot 1965 zetelde hij ter opvolging van de overleden Dieudonné Martens in de Senaat als provinciaal senator voor West-Vlaanderen, daarna was hij van 1965 tot 1971 rechtstreeks gekozen senator voor het arrondissement Brugge, vervolgens was hij van 1971 tot 1974 lid van de Kamer van volksvertegenwoordigers voor het arrondissement Brugge en uiteindelijk was hij van 1974 tot 1983 opnieuw rechtstreeks gekozen senator. Als parlementslid zetelde hij in de commissies Buitenlandse Handel, Ontwikkelingssamenwerking, Arbeid en Sociale Voorzorg en in de Senaat was hij ondervoorzitter van de Commissie voor landsverdediging. In de periode december 1971-oktober 1980 zetelde hij als gevolg van het toen bestaande dubbelmandaat ook in de Cultuurraad voor de Nederlandse Cultuurgemeenschap, die op 7 december 1971 werd geïnstalleerd. Vanaf 21 oktober 1980 tot maart 1983 was hij lid van de Vlaamse Raad, de opvolger van de Cultuurraad en de voorloper van het huidige Vlaams Parlement. 
In maart 1983 nam hij afscheid van de politiek. Bijna een jaar later, in februari 1984, overleed Carpels aan een hartinfarct.